# Gustav Kaplan
Gustav Kaplan (14. května 1914 – ???) byl český a československý politik Komunistické strany Československa a poúnorový poslanec Národního shromáždění ČSR a Národního shromáždění ČSSR.

## Biografie
Ve volbách roku 1954 byl zvolen do Národního shromáždění za KSČ ve volebním obvodu Znojmo. Mandát obhájil ve volbách v roce 1960 (nyní již jako poslanec Národního shromáždění ČSSR za Jihomoravský kraj). V Národním shromáždění zasedal do konce jeho funkčního období, tedy do voleb v roce 1964.
K roku 1954 se profesně uvádí jako důstojník ČSLA v hodnosti plukovníka.